# Chapasa
Henry Joseph Peláez Rosales, conocido por su nombre artístico Chapasa, es un comediante, director de teatro, actor e improvisador teatral peruano, que ganó reconocimiento por su faceta cómica desempeñándose en el stand up y por interpretar el papel estelar de Gregorio «Goyo» Choque en el remake peruano Pituca sin lucas.

## Biografía
Peláez estudió improvisación teatral y clown en los talleres de Fernando Castro, Patricia Portocarrero y Fiorella Kollmann. Posteriormente, se muda a Colombia para cursar el grado de diplomado en la Universidad El Bosque. Comenzó su carrera artística en el año 2008 bajo el nombre artístico de Chapasa, participando en producciones teatrales cómicas A dónde van los globos, Es3 y De todo un día.
Se desempeñó como director teatral en el año 2014, asumiendo la dirección general de la obra teatral cómica Ritmo, clauneo y sabor bajo la producción de Clínica del Doctor Claun.
Años más tarde, en 2016 fue director del montaje ¡Qué payasos! con la colaboración de La Jato Producciones. En ese año, Peláez prestó su presencia como productor del espectáculo Mimo de bolsillo, contando con el artista mímico Enzo Gárate como protagonista.
A partir de 2020, inicia su incursión en el stand up comedy, en el cual protagonizaría el proyecto Aquí murió el payaso. En el año 2022 estrena su unipersonal Hola soy Chapasa, basado acerca de su vida personal, presentándose en el Teatro Auditorio Miraflores. Fue protagonista de su unipersonal A Chapasa le dicen de la productora Achórate en 2023 y al año siguiente, de su nuevo proyecto Pituconero.[cita requerida] Ya para esa época, Chapasa se integra al reparto principal del programa web Gatada de vatos de No Somos TV, compartiendo segmentos junto a los comediantes Ricardo Mendoza, Jorge Luna, Mateo Garrido Lecca, Gonzalo «Goncho» Iglesias y Cathy Sáenz.
En el año 2024, Chapasa debuta en la actuación dentro del reparto principal del remake peruano Pituca sin lucas de Latina Televisión, donde se acredita en el personaje estelar del vendedor de pescados Gregorio «Goyo» Choque, logrando así alcanzar al estrellato. Fruto de la fama de su rol en la ficción, fue invitado recurrentemente al programa matinal Arriba mi gente.
En ese año, fue anunciado para participar en el reality culinario El gran chef famosos por el mismo canal, donde compite contra otras celebridades locales, y fue parte del elenco del proyecto cómico Fríos, manteniéndose en el formato stand-up.[cita requerida]

## Créditos

### Televisión
- Pituca sin lucas (Latina Televisión, 2024) como Gregorio «Goyo» Choque, reparto principal.
- Arriba mi gente (Latina Televisión, 2024) como invitado especial.
- El gran chef famosos (Latina Televisión, 2024) como participante de la décima temporada.

### Programas web
- Gatada de vatos (No Somos TV, desde 2023), comediante y parte del elenco.

### Teatro
- A dónde van los globos, reparto principal.
- Es3, reparto principal.
- De todo un día, reparto protagónico.
- Ritmo, clauneo y sabor (2014), director general.
- ¡Qué payasos! (2016), director general.
- Mimo de bolsillo (2016), director y productor.
- Aquí murió el payaso (2020), protagonista.
- Hola soy Chapasa (2022), protagonista y comediante.
- A Chapasa le dicen (2023), comediante.
- Pituconero (2023-2024), protagonista y comediante.
- Tardes de comedia (2024), comediante.
- Fríos (2024), comediante.